# Fat Joe
Joseph Antonio Cartagena, beter bekend als Fat Joe (New York, 19 augustus 1970), is een Amerikaanse rapper, acteur en labeleigenaar.

## Biografie
Fat Joe werd geboren in het New Yorkse stadsdeel The Bronx in een gezin van Puerto Ricaanse en Cubaanse afkomst, en groeide hier op in de Forest Houses volkshuisvesting. Als tiener vormde hij met een aantal vrienden eind jaren 80 de straatbende Terror Squad, die zich onder andere bezig hield met rap en graffiti. Fat Joe spoot graffiti onder de naam CRACK TS, waarbij TS staat voor Terror Squad. Samen met een andere graffiti-crew genaamd TAT vormden zij TATS Cru, welke nog steeds actief is.

## Muziekcarrière
Begin jaren 90 bracht Cartagena zijn eerste muziek uit als Fat Joe Da Gangsta en als onderdeel van rapformatie D.I.T.C. (Diggin' in the Crates Crew). Tijdens de opnames van zijn tweede soloalbum Jealous Ones Envy ontdekte hij rapper Big Pun. De beide Latijns-Amerikaanse rappers trokken veel met elkaar op en kregen zo de bijnaam "Twinsito" of "Twin". Big Pun sloot zich aan bij Terror Squad welke als rapformatie officieel debuteerde op Cartagena's derde soloalbum Don Cartagena (1998), welke verder samenwerkingen bevatte van onder andere Nas, Diddy, Raekwon, Jadakiss, and Bone Thugs-N-Harmony. In 2000 overleed Big Pun aan een hartinfarct.
In 2001 bracht Fat Joe zijn vierde en meest succesvolle album uit genaamd Jealous Ones Still Envy (J.O.S.E.) op Atlantic Records, welke een Platina plaat ontving en onder andere de mega hit "What's Luv" met Ashanti en Ja Rule bevatte. Zijn vijfde album Loyalty uit 2002 werd minder succesvol.
In 2004 maakte Fat Joe desalniettemin een comeback met de hit "Lean Back" in samenwerking met Remy Ma en Terror Squad. Deze door Scott Storch geproduceerde hitsingle stond op het tweede album van Terror Squad genaamd True Story.
Dankzij de samenwerkingen met Irv Gotti en Ja Rule op zijn laatste twee soloalbums raakte Fat Joe verwikkeld in een vete met collega 50 Cent. Welke onder andere werd uitgevochten op zijn album All or Nothing met de hitsingle "My Fofo". Dit laatste album wat hij uitbracht op Atlantic Records bevatte samenwerkingen met onder andere Nelly, Eminem, Mase en Remy Ma.
Tussen 2006 en 2009 brengt Fat Joe nog eens drie studioalbums uit op Virgin Records. Zijn grootste hits zijn "Make It Rain" met rapper Lil Wayne en zijn samenwerkingen met DJ Khaled op "We Takin' Over" (met Akon, T.I. Rick Ross, Birdman en Lil Wayne) en de remix van "I'm So Hood" (met Lil Wayne, Young Jeezy, Rick Ross, Busta Rhymes, Big Boi, Ludacris, en Birdman).
Vanaf 2010 kondigt Fat Joe zijn nieuwe project Welcome to the Darkside aan, waarbij hij de meer commerciële muziek van de afgelopen jaren achter zich laat en het rauwere Hip-Hop geluid zegt te willen terugbrengen. Het project bevat een album gevolgd door twee mixtapes.
In 2016 haalt Fat Joe opnieuw de banden aan met zijn oude rapgroep D.I.T.C. voor hun nieuwe album Sessions. In hetzelfde jaar kondigt hij een nieuwe studioalbum aan in samenwerking met Remy Ma genaamd Plata O Plomo, met de eerste single "All The Way Up" scoort Cartegena zijn eerste Top 40 single sinds 2007.
In 2019 volgt een samenwerking met producer en rapper Dre (van Cool & Dre). Op dit album genaamd Family Ties werkt het duo samen met onder andere Cardi B, Lil Wayne en Anual AA.

## Persoonlijk leven
Joseph Cartagena woont samen met zijn vrouw en drie kinderen in Miami.

## Media
Als fervent basketballiefhebber vormde Fat Joe begin 2000 zijn eigen basketbalteam. In navolging hiervan deed rapper Jay-Z dit ook en zou er in 2003 een wedstrijd tussen beide teams plaatsvinden op Rucker Park in Harlem, New York. Uiteindelijk daagde het team van Jay-Z op het laatste moment niet op en vond de wedstrijd niet plaats. Over deze 'grootste streetball-wedstrijd die nooit plaatsvond' verscheen een documentaire genaamd The Blackout.
Fat Joe was de presentator van de Europese versie van het programma Pimp My Ride. In dit programma wordt een auto, die in slechte staat is, volledig opgeknapt en opgefleurd.
Voor het BNN-programma Try Before You Die speelde presentatrice Zarayda Groenhart mee in de videoclip van "Aloha".

## Discografie

### Albums
| Album met eventuele hitnotering(en) in de Nederlandse Album Top 100 | Datum van verschijnen | Datum van binnenkomst | Hoogste positie | Aantal weken | Opmerkingen |
| ------------------------------------------------------------------- | --------------------- | --------------------- | --------------- | ------------ | ----------- |
| Represent                                                           | 1993                  | -                     |                 |              |             |
| Jealous One's Envy                                                  | 1995                  | -                     |                 |              |             |
| Don Cartagena                                                       | 1998                  | -                     |                 |              |             |
| Jealous Ones Still Envy                                             | 2002                  | 06-07-2002            | 87              | 1            |             |
| Loyalty                                                             | 2002                  | -                     |                 |              |             |
| All or Nothing                                                      | 2005                  | -                     |                 |              |             |
| Me, Myself & I                                                      | 2006                  | -                     |                 |              |             |
| The Elephant in the Room                                            | 2008                  | -                     |                 |              |             |
| Jealous Ones Still Envy 2 (J.O.S.E. 2)                              | 2009                  | -                     |                 |              |             |
| The Darkside Vol. 1                                                 | 2010                  | -                     |                 |              |             |

### Singles
| Single met eventuele hitnotering(en) in de Nederlandse Top 40 | Datum van verschijnen | Datum van binnenkomst | Hoogste positie | Aantal weken | Opmerkingen                                                |
| ------------------------------------------------------------- | --------------------- | --------------------- | --------------- | ------------ | ---------------------------------------------------------- |
| Feelin' So Good                                               | 2000                  | 04-03-2000            | 30              | 6            | met Jennifer Lopez & Big Pun / Nr. 32 in de Single Top 100 |
| What's Luv?                                                   | 2002                  | 11-05-2002            | 7               | 15           | met Ashanti / Nr. 7 in de Single Top 100                   |
| We thuggin'                                                   | 2002                  | 20-07-2002            | tip11           | -            | met R. Kelly                                               |
| I Want You                                                    | 2003                  | 13-09-2003            | 33              | 2            | met Thalia                                                 |
| Lean Back                                                     | 2004                  | 25-09-2004            | 10              | 8            | met Terror Squad & Remy / Nr. 14 in de Single Top 100      |
| Hold You Down                                                 | 2005                  | 11-06-2005            | 38              | 3            | met Jennifer Lopez / Nr. 26 in de Single Top 100           |

| Single met hitnotering(en) in de Vlaamse Ultratop 50 | Datum van verschijnen | Datum van binnenkomst | Hoogste positie | Aantal weken | Opmerkingen                  |
| ---------------------------------------------------- | --------------------- | --------------------- | --------------- | ------------ | ---------------------------- |
| Feelin' so good                                      | 2000                  | 01-04-2000            | 42              | 2            | met Jennifer Lopez & Big Pun |
| What's luv?                                          | 2002                  | 11-05-2002            | 23              | 12           | met Ashanti                  |
| Lean back                                            | 2004                  | 30-10-2004            | 40              | 7            | met Terror Squad & Remy      |
| Hold you down                                        | 2005                  | 18-06-2005            | 44              | 1            | met Jennifer Lopez           |

## Filmografie
- The Cookout 2 (2011)
- LiL DPC 2: The Life of a Don (2011)
- Breathe (short) (2009/III)
- Happy Feet (2006)
- Scary Movie 3 (2003)
- Empire (2002)
- Prison Song (2001)
- Blazin' (2001)
- Whiteboyz (1999 )
- Urban Menace (video) (1999)
- Thicker than Water (1999)
- I Like It Like That (1994)